# 曉托沃
晓托沃是位於烏克蘭東部的市級鎮，由盧甘斯克州羅韋尼基區的安特拉齊特市鎮負責管轄。
該鎮始建於1783年，2011年人口為3818人，自2014年起由卢甘斯克人民共和国實際控制。

## 人口統計
根據 2001年烏克蘭人口普查，鎮民人口為4385人，他們的母語分配如下：
- 乌克兰语：13.5%
- 俄语：82.3%
- 其他：4.2%